# تمارة تايلور
تمارة تايلور (بالإنجليزية: Tamara Taylor)‏ (و. 1970 – م) هي ممثلة، من كندا، ولدت في تورونتو.

## وصلات خارجية
- تمارة تايلور على موقع IMDb (الإنجليزية)
- تمارة تايلور على موقع ألو سيني (الفرنسية)
- تمارة تايلور على موقع أول موفي (الإنجليزية)
- تمارة تايلور على موقع قاعدة بيانات الأفلام السويدية (السويدية)
- تمارة تايلور على موقع إن إن دي بي (الإنجليزية)
- تمارة تايلور على موقع قاعدة بيانات الفيلم (الإنجليزية)
- تمارة تايلور على موقع كينوبويسك (الروسية)